# سیارک ۲۷۰۷۱
سیارک ۲۷۰۷۱ (به انگلیسی: 27071 Rangwala، نامگذاری:1998SA109)۲۷۰۷۱مین سیارک کشف شده‌است که در ۲۶ سپتامبر ۱۹۹۸ کشف شد.